# Anatolij Kroszczenko
Anatolij Mykołajowycz Kroszczenko, ukr. Анатолій Миколайович Крощенко, ros. Анатолий Николаевич Крощенко, Anatolij Nikołajewicz Kroszczenko (ur. 26 października 1937 w Kijowie) – ukraiński piłkarz, grający na pozycji napastnika, trener piłkarski.

## Kariera piłkarska

### Kariera klubowa
Absolwent kijowskiej FSzM (Futbolnej Szkoły Młodzieżowej), którą ukończył w 1957 razem z Andrijem Bibą i Ołehiem Bazyłewiczem. Debiutował w składzie Dynama Kijów w 1957 roku. Jednak nie przebił się do podstawowej jedenastki Dynama, i w następnym roku bronił barw SKWO Kijów. Po jednym sezonie występował w klubach Łokomotyw Winnica, Szachtar Stalino i Awanhard Charków. W 1963 przeszedł do nowo założonego klubu Karpaty Lwów i strzelił pierwszą historyczną bramkę dla Karpat. W latach 1964–1967 bronił barw Dnipra Dniepropietrowsk. W 1968 ponownie wrócił do Karpat Lwów, w którym ukończył swoje występy.

## Kariera trenerska
Po zakończeniu kariery piłkarskiej rozpoczął karierę trenerską. Trenował takie kluby jak Karpaty Lwów (asystent), Szachtar Kadijewka, Desna Czernihów, Prometej Dnieprodzierżyńsk, Okean Kercz, Polissia Żytomierz oraz trzecią i drugą drużynę Dynama Kijów. W 2000 jako selekcjoner juniorskiej reprezentacji Ukrainy zdobył wicemistrzostwo na Mistrzostwach Europy U-18 w 2000 oraz uczestniczył z młodzieżową reprezentacją Ukrainy w rozgrywkach finałowych Mistrzostwach Świata U-20 w 2001. Obecnie pracuje na stanowisku głównego trenera DJuSSz Dynamo Kijów im. Walerego Łobanowskiego. To dzięki jemu wychowano takich piłkarzy jak: Ołeksandr Szowkowski, Serhij Fedorow, Ołeh Wenhłynski i inni.

## Sukcesy i odznaczenia
- wicemistrzostwo na Mistrzostwach Europy U-18 w 2000.
- tytuł Mistrz Sportu ZSRR w 1960.
- tytuł Zasłużony Trener Ukrainy.
- autor pierwszego gola w historii klubu Karpaty Lwów - 21 kwietnia 1963 (26 min.)[3].